# Der rosa Diamant
Der rosa Diamant ist eine deutsche Filmkomödie der UFA von Rochus Gliese aus dem Jahre 1926.

## Handlung
Der Theaterdirektor Stuart und sein Regisseur Held besuchen auf der Suche nach einer Inspiration für ihre Revue das Verbrecherlokal Zum blökenden Ochsen. Dort fällt ihnen die bezaubernde Nelly auf, die versucht Stuart die Uhr zu stehlen. Nachdem Nelly ihnen von ihrer traurigen Jugend erzählt hat, bietet Stuart ihr eine kleine Rolle in seiner Revue an, um sie wieder auf den richtigen Weg zu bringen.
Nelly soll zusammen mit Lady Fox auftreten, die mit ihrem teuren Schmuck mit einem rosa Diamanten für Aufsehen sorgt. Nachdem Nelly bei ihrem ersten Auftritt vor Aufregung ihren Text vergisst, weigert sich Lady Fox weiter mit ihr aufzutreten. Jedoch ist sie nicht so schnell zu ersetzen und muss die nächste Vorstellung noch einmal auftreten.
Da wird Nellys Komplize Tobian verhaftet und benötigt 2000 Mark für die Flucht. Nelly versucht, das Geld zu beschaffen, indem sie den rosa Diamanten stiehlt. Doch Lady Fox bekommt ihren Diamanten wieder und Nelly wird zu einem Revuestar und kommt mit Stuart zusammen.

## Hintergrund
Das Drehbuch folgt der Komödie „Karriere“ von Richard Kessler. Die Uraufführung war am 8. März 1926 im Mozartsaal in Berlin. Am 16. August 1926 wurde der Film in Finnland das erste Mal gezeigt. Die Bauten stammten von dem späteren Architekturprofessor Egon Eiermann.